# Anna Beckman
Anna Beckman, född Nilsson den 10 juli 1885 i Göteborg, död 1973, var en svensk fysiker. Hon var från 1912 gift med laborator Bengt Beckman (1881–1934) och var mor till fysikern Olof Beckman. 
Efter studentexamen 1903 blev Beckman filosofie kandidat vid Uppsala universitet 1907, filosofie licentiat 1911 och filosofie doktor 1937 på avhandlingen Bidrag till kännedomen om skandiums spektrum i yttersta ultraviolett. Hon var assistent vid Natuurkundig laboratorium i Leiden 1912 och lärare vid Fackskolan för huslig ekonomi i Uppsala 1935–1955. Hon var ledamot av stadsfullmäktige i Uppsala 1930–1942 och av Uppsala läns landsting 1939–1950, sekreterare i Svenska fysikersamfundet 1936 och redaktör för dess tidskrift Kosmos 1936–1951. 
Beckman skrev bland annat On Piezo-Electric and Pyro-Electric Properties of Quartz at Low Temperatures Down to that of Liquid Hydrogen (1912), Die piezoelektrische Erregung des Quarzes bei tiefen Temperaturen (1922), Synligt och osynligt ljus (1926) och Strålar och strålning (1930). Hon skrev även läro- och läseböcker i fysik 1, 2 och 3 (tillsammans med Torsten Wetterblad 1935, 1936, 1937) och Fysik för grundskolan årskurs 7 (tillsammans med Stig Magnusson 1963). Hon var  medarbetare i Vår Jord (I–II 1929), Kunskap (1929) och Världen och människan (1936).
Makarna Beckman är begravda på Matteus kyrkogård i Norrköping.